# Canoagem nos Jogos Olímpicos de Verão de 2012 - Slalom K-1 masculino
A competição do slalom K-1 masculino da canoagem nos Jogos Olímpicos de Verão de 2012 realizou-se nos dias 29 de julho, com a fase eliminatória, e 1 de agosto nas fases semifinal e final, no Lee Valley White Water Centre.

## Calendário
Horário local (UTC+1)
| Dia         | Horário     | Fase       |
| ----------- | ----------- | ---------- |
| 29 de julho | 14:24–16:36 | Preliminar |
| 1 de agosto | 13:30       | Semifinal  |
| 1 de agosto | 15:15       | Final      |

## Medalhistas
| Ouro   | ITA Daniele Molmenti  |
| Prata  | CZE Vavřinec Hradilek |
| Bronze | GER Hannes Aigner     |

## Resultados
| Pos.              | Nome                  | Preliminar | Preliminar | Preliminar | Preliminar | Preliminar | Preliminar | Semifinal   | Semifinal   | Semifinal   | Final       | Final       | Final       |
| Pos.              | Nome                  | Descida 1  | Pen.       | Descida 2  | Pen.       | Melhor     | Ordem      | Tempo       | Pen.        | Ordem       | Tempo       | Pen.        | Ordem       |
| ----------------- | --------------------- | ---------- | ---------- | ---------- | ---------- | ---------- | ---------- | ----------- | ----------- | ----------- | ----------- | ----------- | ----------- |
| Medalha de ouro   | ITA Daniele Molmenti  | 91.40      | 2          | 88.68      | 2          | 88.68      | 9          | 96.37       | 0           | 3           | 93.43       | 0           | 1           |
| Medalha de prata  | CZE Vavřinec Hradilek | 87.44      | 0          | 87.66      | 0          | 87.44      | 3          | 99.58       | 2           | 8           | 94.78       | 0           | 2           |
| Medalha de bronze | GER Hannes Aigner     | 92.56      | 2          | 83.49      | 0          | 83.49      | 1          | 97.60       | 2           | 5           | 94.92       | 0           | 3           |
| 4                 | POL Mateusz Polaczyk  | 88.51      | 2          | 88.60      | 2          | 88.51      | 7          | 96.36       | 0           | 2           | 96.14       | 0           | 4           |
| 5                 | ESP Samuel Hernanz    | 87.07      | 0          | 91.25      | 2          | 87.07      | 2          | 97.18       | 0           | 4           | 96.95       | 0           | 5           |
| 6                 | SLO Peter Kauzer      | 90.98      | 2          | 88.10      | 0          | 88.10      | 5          | 96.02       | 2           | 1           | 101.01      | 6           | 6           |
| 7                 | FRA Etienne Daille    | 90.12      | 0          | 241.73     | 152        | 90.12      | 13         | 100.55      | 0           | 10          | 101.87      | 2           | 7           |
| 8                 | AUT Helmut Oblinger   | 88.81      | 0          | 92.66      | 2          | 88.81      | 10         | 98.99       | 0           | 7           | 104.28      | 2           | 8           |
| 9                 | JPN Kazuki Yazawa     | 96.66      | 2          | 92.57      | 0          | 92.57      | 15         | 99.99       | 0           | 9           | 104.44      | 0           | 9           |
| 10                | TOG Benjamin Boukpeti | 95.28      | 4          | 90.52      | 0          | 90.52      | 14         | 98.13       | 0           | 6           | 154.23      | 54          | 10          |
|                   |                       |            |            |            |            |            |            |             |             |             |             |             |             |
| 11                | BEL Mathieu Doby      | 92.74      | 2          | 87.92      | 0          | 87.92      | 4          | 102.58      | 2           | 11          | Não avançou | Não avançou | Não avançou |
| 12                | GBR Richard Hounslow  | 94.40      | 4          | 89.12      | 0          | 89.12      | 11         | 104.30      | 2           | 12          | Não avançou | Não avançou | Não avançou |
| 13                | SUI Michael Kurt      | 88.14      | 0          | 88.48      | 4          | 88.14      | 6          | 147.35      | 50          | 13          | Não avançou | Não avançou | Não avançou |
| 14                | IRL Eoin Rheinisch    | 89.97      | 0          | 90.72      | 0          | 89.97      | 12         | 153.98      | 50          | 14          | Não avançou | Não avançou | Não avançou |
| 15                | NZL Michael Dawson    | 90.90      | 4          | 88.58      | 0          | 88.58      | 8          | 207.63      | 100         | 15          | Não avançou | Não avançou | Não avançou |
|                   |                       |            |            |            |            |            |            |             |             |             |             |             |             |
| 16                | USA Scott Parsons     | 94.16      | 2          | 141.72     | 52         | 94.16      | 16         | Não avançou | Não avançou | Não avançou | Não avançou | Não avançou | Não avançou |
| 17                | CHN Huang Cunguang    | 94.40      | 0          | 94.54      | 4          | 94.40      | 17         | Não avançou | Não avançou | Não avançou | Não avançou | Não avançou | Não avançou |
| 18                | AUS Warwick Draper    | 95.20      | 2          | 95.08      | 2          | 95.08      | 18         | Não avançou | Não avançou | Não avançou | Não avançou | Não avançou | Não avançou |
| 19                | THA Hermann Husslein  | 100.67     | 4          | 95.11      | 4          | 95.11      | 19         | Não avançou | Não avançou | Não avançou | Não avançou | Não avançou | Não avançou |
| 20                | CAN Michael Tayler    | 155.89     | 54         | 97.64      | 2          | 97.64      | 20         | Não avançou | Não avançou | Não avançou | Não avançou | Não avançou | Não avançou |
| 21                | NGR Jonathan Akinyemi | 104.70     | 8          | 146.95     | 52         | 104.70     | 21         | Não avançou | Não avançou | Não avançou | Não avançou | Não avançou | Não avançou |
| 22                | CRO Dinko Mulić       | 293.58     | 202        | 143.28     | 52         | 143.28     | 22         | Não avançou | Não avançou | Não avançou | Não avançou | Não avançou | Não avançou |